# Zámek (zařízení)

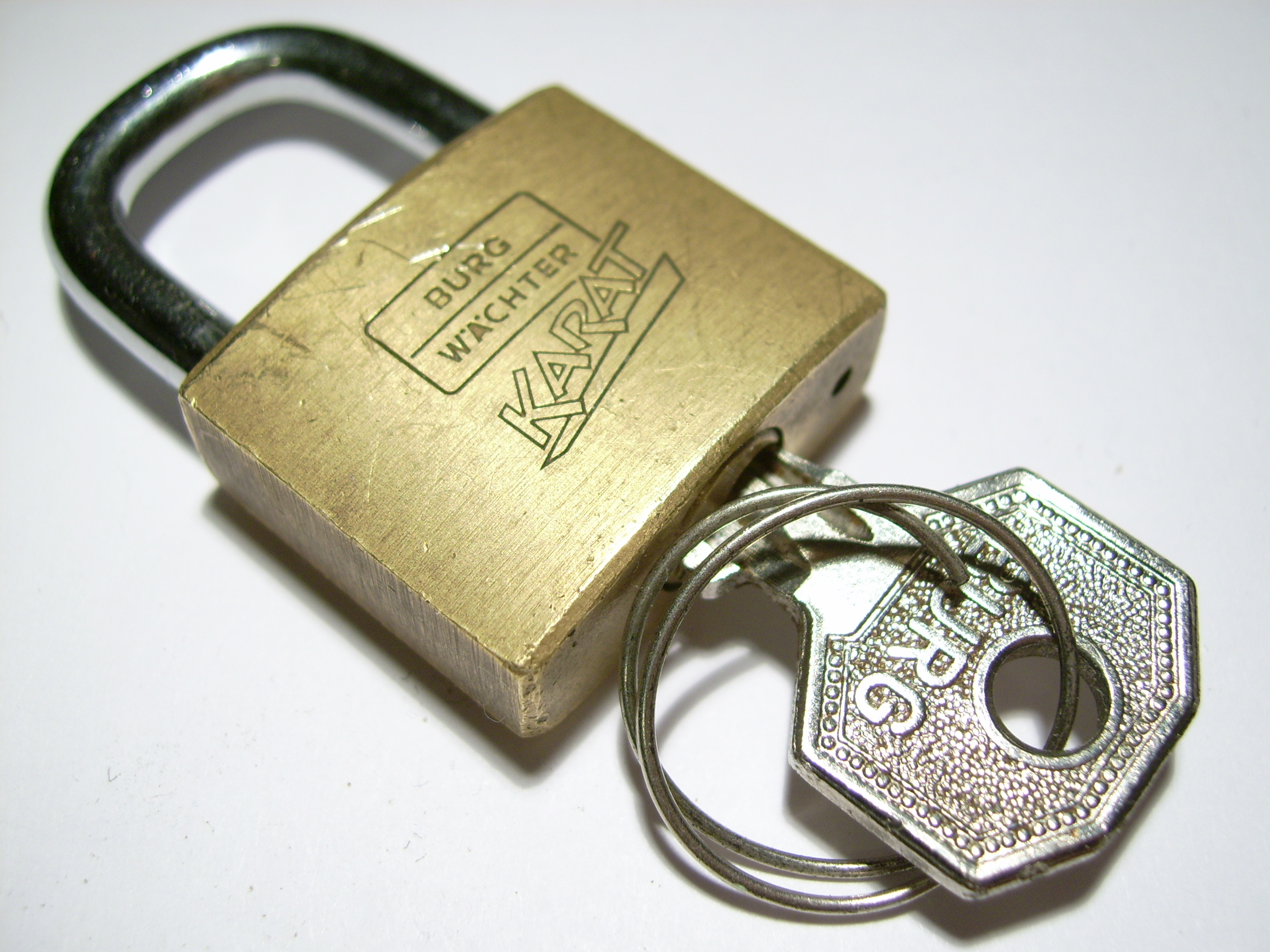
Visací zámek s klíčem

Zámek je mechanické nebo mechatronické zabezpečovací zařízení na dveřích, nábytku, vozidlech, nádobách apod. s cílem omezit přístup k určitému majetku nebo do určitého prostoru. Zámek se obvykle uvolňuje klíčem, mechatronickým pasivním klíčem nebo číselnou kombinací.

## Historie
Zámek jako zabezpečovací zařízení se objevil již ve starověkém Babylónu, kde archeologické nálezy potvrdily existenci dřevěných zámků s kovovým klíčem. Za dob antického Řecka a Říma se na původní funkci mnoho nezměnilo, ale změnil se použitý materiál – zámky byly vyráběny z bronzu.
Až do 17. století se vyráběly zámky, u kterých bylo možno klíčem pouze pootočit a často jej ani nebylo možné vyjmout. Během období renesance zámky podléhaly uměleckým vlivům a byly zdobeny vysekávanými otvory, barevnými krytkami otvoru pro klíč nebo napouštěním (zbarvení oceli teplem). Zámky byly nezadlabané, pouze nasazené na vnitřní straně dveří.
Přibližně od poloviny 17. století došlo k revoluci ve výrobě zámků, jejichž mechanismus se rychle zlepšoval. Významnou inovací byl patent Roberta Barrona z r. 1788, jehož zámek byl vybaven stavítky – pákami, které musí klíč zvednout do správné polohy, jinak se závorou nelze pohnout. Barronův vynález dále vylepšil např. Jeremia Chubb a později Robert Yale, který v r. 1844 vynalezl cylindrickou vložku – soustavu odpružených stavítek s blokovacími kolíky, která musí zuby klíče nastavit tak, aby bylo možno otočit cylindrem (válcem uvnitř zámku), jehož zub teprve pohybuje závorou. Vznikl tak jednoduchý a subtilní, avšak bezpečný zámek, který poskytuje značnou variabilitu klíčů.
V průběhu 20. století zámek prošel dalším bouřlivým vývojem od profilových klíčů (renesance) přes dózické až po patentní (známé v Česku pod názvem cylindrická vložka). Složitost zámků se zvyšila kvůli zajištění bezpečnosti (bezpečnostní, více stavítek atd.). Vznikla bezpečnostní norma pro jednotlivé zámky.

## Mechanismus běžného dveřního zámku

Zářezy klíče musejí zapadat do pně závory

V moderních budovách jsou běžně osazovány zámky zadlabací, které jsou vloženy v dutině (zádlabu) ve dveřním křídle. 
Zadlabací zámek se skládá z čela, ze kterého se vysouvají závěry, z ovládacího a uzamykacího mechanismu a z plechovky (která tento mechanismus kryje). 
Zámek má různý počet závěrů (tj. pohyblivá součást, která se vysune do dveřní zárubně, a udržuje tak dveře uzavřené). Dnes jsou nejběžnější dva závěry, u starožitných dveří mohou být i tři – rozlišujeme:
- západka (střelka) – otevírá se stlačením kliky
- závora – otevírá se klíčem
- zástrčka – otevírá se ručně

Závěry zámku se zasouvají do protiplechu na dveřní zárubni nebo (u dvoukřídlých dveří) na protějším dveřním křídle. Protiplech může být tvořen zapadacím plechem, který je vložen v zárubni; u kovových zárubní se nahrazuje otvory ve stojce zárubně.
Závora má zpravidla více poloh, tzv. západů, dnes nejběžněji dva, v nichž je pevně udržována stavítkem. Klíč zabírá do zářezů ve spodní části závory, tzv. pně, čímž zvedá prodlouženou část stavítka, uvolňuje závoru a vysouvá její hlavu do protiplechu. Kromě závory může klíč ovládat také rozvory (baskulíky), které uzavírají dveře na více místech. U jednoduchých nábytkových zámků závora zcela chybí a klíč pohybuje pouze rozvorami.
Západka je běžně opatřena střelkou, která způsobí, že západku lze ovládat jak klikou, tak klíčem – přičemž klika je někdy z vnější strany nahrazena „koulí“, takže nezamčené dveře lze bez klíče otevřít pouze zevnitř. Celý mechanismus je uzavřen v pouzdře, tzv. „plechovce“.
Zástrčka slouží jednak k dalšímu zabezpečení dveří, ale často také k uzavření málokdy otevíraného křídla dveří nebo oken. Zpravidla se užívají dvě zástrčky, zabezpečující horní a dolní okraj dveří. Zástrčkou může být také zajišťovací řetízek nebo obrtlík.
Pokud celý uzavírací mechanismus obsahuje jen zástrčku, zpravidla nemluvíme o zámku. Zámek tvořený jen závorou (tedy ovládaný pouze klíčem) je běžný u nábytkových zámků, zámek opatřený jen západkou (tedy ovládaný jen klikou) např. u rozvodných skříní.
Pro zvýšení bezpečnosti jsou někdy dveře zamčené více zámky, přičemž každý klíč má jiná osoba. Například Korunní komora s českými korunovačními klenoty je uzamčena sedmi zámky.
Dveřní mechanismus může být kromě zámku vybaven dalším zařízením, například zavěradlem (systém, sloužící k samovolnému uzavření dveří – běžně u domovních dveří), zpěračem (systém, sloužící k udržování dveří v otevřené poloze – běžně u oken), kukátkem, klepadlem apod.
Při pořízení nového zámku do stávajícího dveřního křídla je třeba aby souhlasil rozměr čela (výška, šířka a tloušťka), tvar čela (obdélník s ostrými rohy nebo s polokruhovými konci), shodná musí být rozteč (svislá vzdálenost mezi osou kliky a osou klíče), backset (vodorovná vzdálenost mezi čelem zámku a osou kliky), zádlab (hloubka dutiny pro plechovku).

### Cylindrická vložka

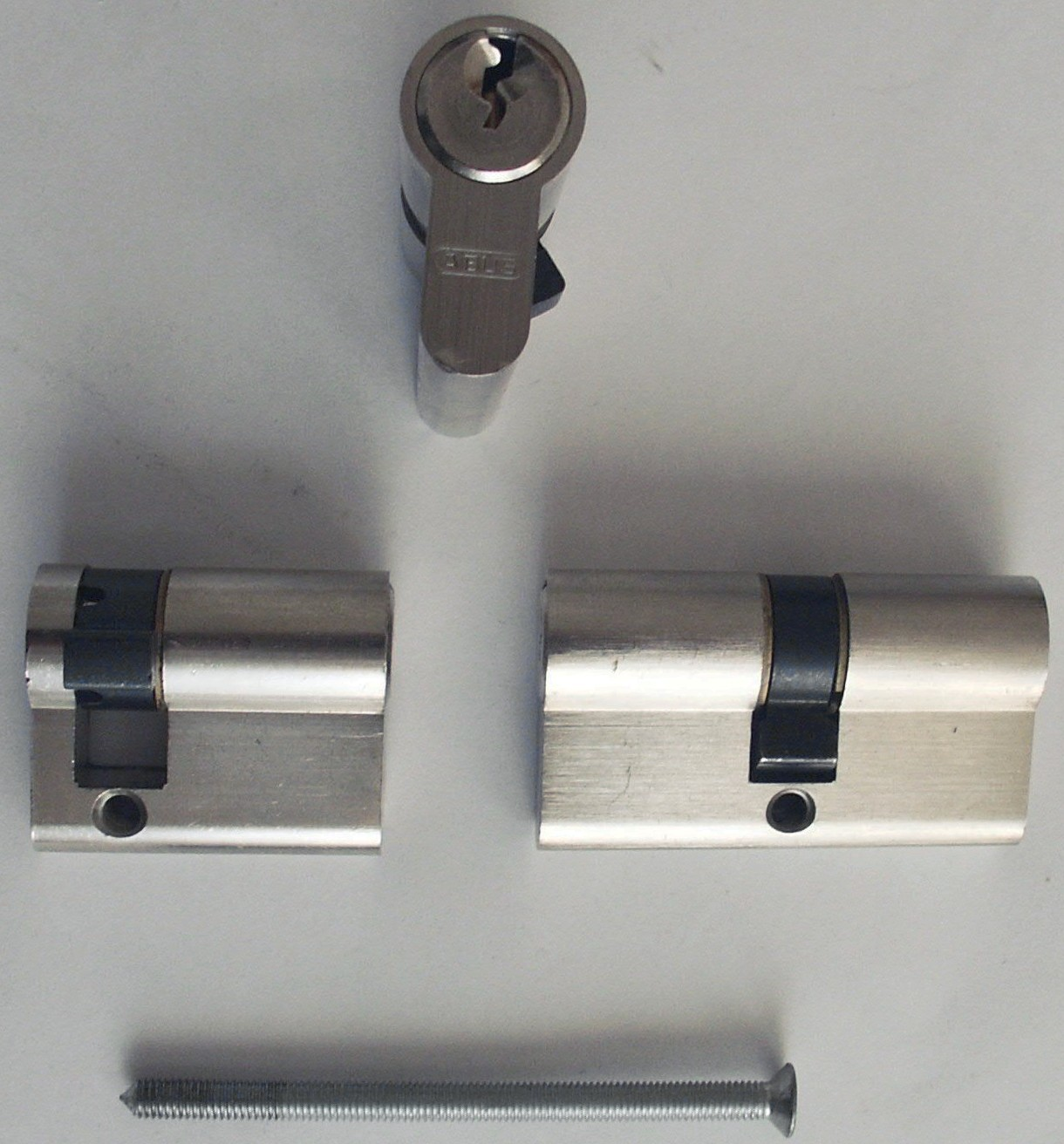
Cylindrická vložka

Hlavní součástí běžných dveřních i visacích zámků je cylindrická vložka. Jde o válec s otvorem pro klíč, v němž se nachází různý počet odpružených stavítek a blokovacích kolíků (zpravidla 4-6). Stavítka a blokovací kolíky mají různou výšku, přičemž zuby klíče je posouvají do optimální polohy, v níž se může válec cylindrické vložky volně otáčet. Hrot klíče pak vysune kovovou spojku, kterou se vložka propojí se zubem, ten se zapře do pně závory a může jí pohybovat. Pokud by byl zub klíče příliš dlouhý, vložku by brzdilo stavítko, pokud by byl příliš krátký, vložku by brzdil blokovací kolík. Otvor pro klíč má navíc různé uspořádání drážek, jimž musí klíč rovněž odpovídat. Zámek zpravidla tvoří dvě identické cylindrické vložky, přičemž vsunutí klíče z jedné strany zamezuje zasunout klíč z druhé strany zámku.
Mezi stavítko a blokovací kolík se někdy ještě vkládá mezistavítko, takže vložkou lze otočit ve dvou různých polohách stavítka, což umožňuje vytvořit vedle běžného klíče i generální klíč, jímž lze otevřít více různých zámků.
Mechatronické systémove cylindrické vložky fungují na principu kódování klíčů. Lze bezpečně vytvořit systém SGHK i pro rozsáhle objekty, kde největší výhodou je to, že v případě ztráty klíče už není potřebné přestavění vložek či dokonce výměná vložek. Jednoduše se odstraní ze systému klíč, který byl ztracen

Mechanimus cylindrické vložky
Bez klíče se vložka nemůže otáčet
Se špatným klíčem se vložka nemůže otáčet
Se správným klíčem se stavítka a blokovací kolíky dostanou do roviny
Odemknutá cylindrická vložka

## Typy zámků

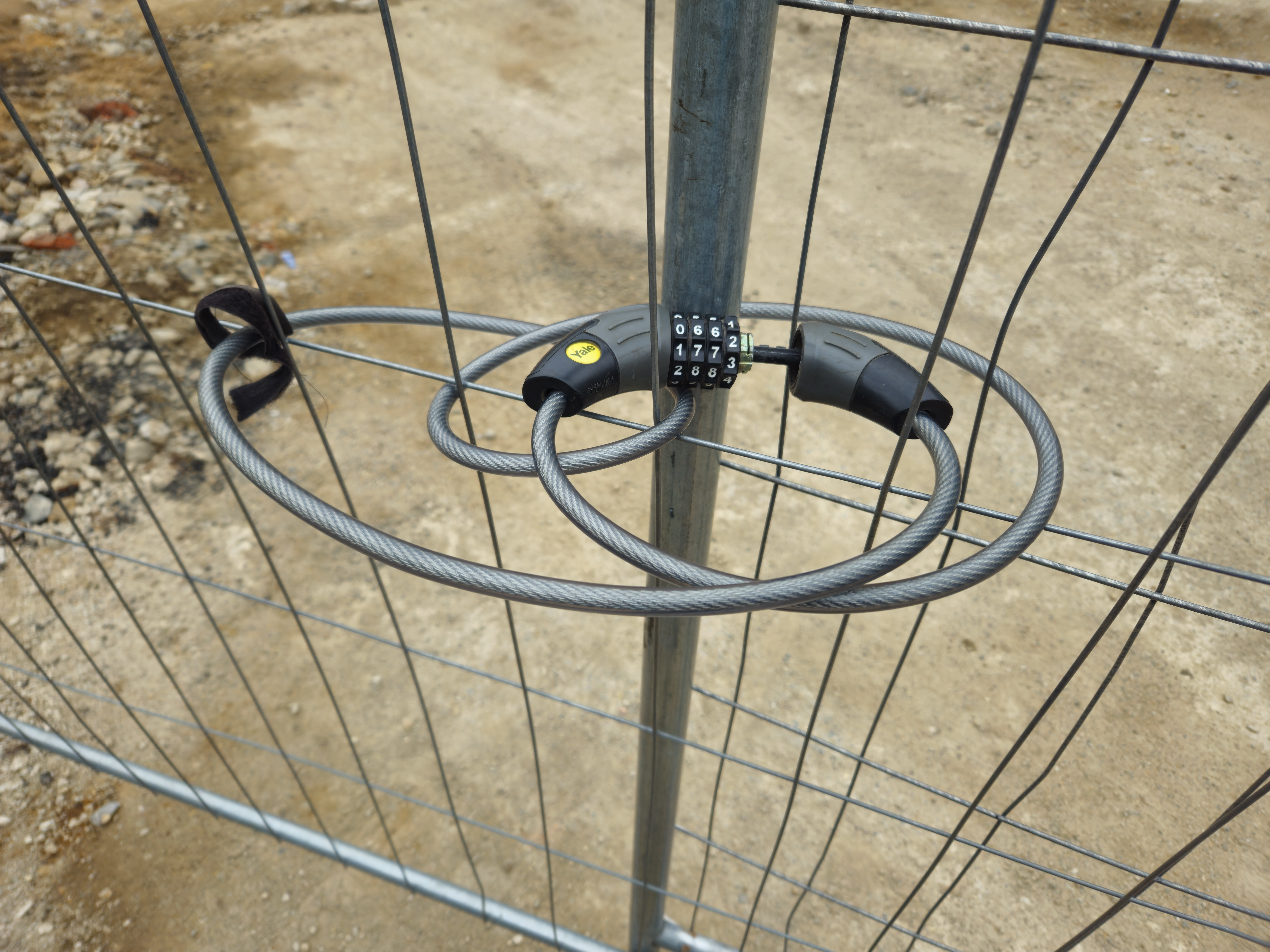
Zámek s číselně zajistitelným mechanismem (vhodným například pro zajištění jízdního kola).

Zámky lze dělit podle různých kritérií.

### Podle užití
- stavební (dveře, okna, rolety apod.)
- nábytkové
- na dopravní prostředky
- cyklistické

### Podle systému
- pevné, které se podle způsobu umístění na dveřích dále dělí na 
  - zadlabací (též zapuštěné)
  - polozapuštěné
  - nasazené.

Přitom v současnosti se vyrábějí prakticky jen zámky zadlabací; polozapuštěné a nasazené najdeme spíše u starožitných dveří – kdy mohl být mechanismus zámku velmi robustní a do dveřního křídla by se nevešel. V moderní době se někdy na vstupní dveře přidává ještě bezpečnostní nasazený zámek, který se ovládá klíčem pouze z vnějšku, z vnitřní strany jej lze otevřít ručně.
- visací – jejich nevýhodou je, že jej lze poměrně snadno překonat přetržením nebo přepilováním, takže dnes se užívá především na dveře nižší kategorie (kůlny, nábytek, k uzamčení bicyklu apod.). Naopak jeho výhodou je, že jej lze přenášet, protože není nijak spojen s dveřmi.
- lanové
- speciální:
  - elektronické
  - elektromagnetické
  - mechatronické

### Podle otevírání
- ruční
- klíčové
- mincové
- kartové
- heslové – jejich výhodou je, že heslo si volí sám uživatel, takže je nemůže bez poškození otevřít ani výrobce zámku
- biometrické – otevírané přiložením dlaně, prstu, snímáním zorničky apod.

Různé druhy zámků
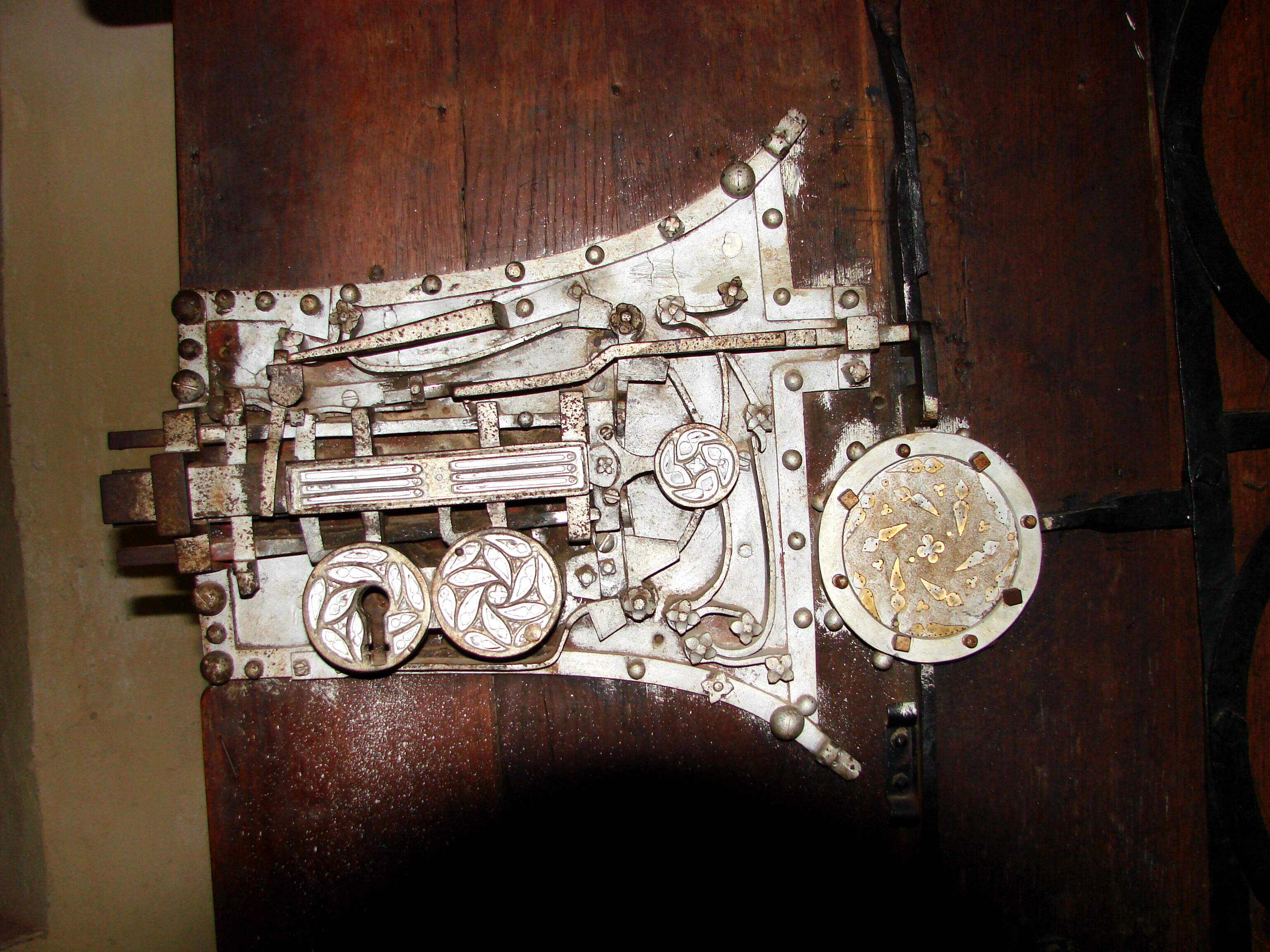
Nasazený zámek
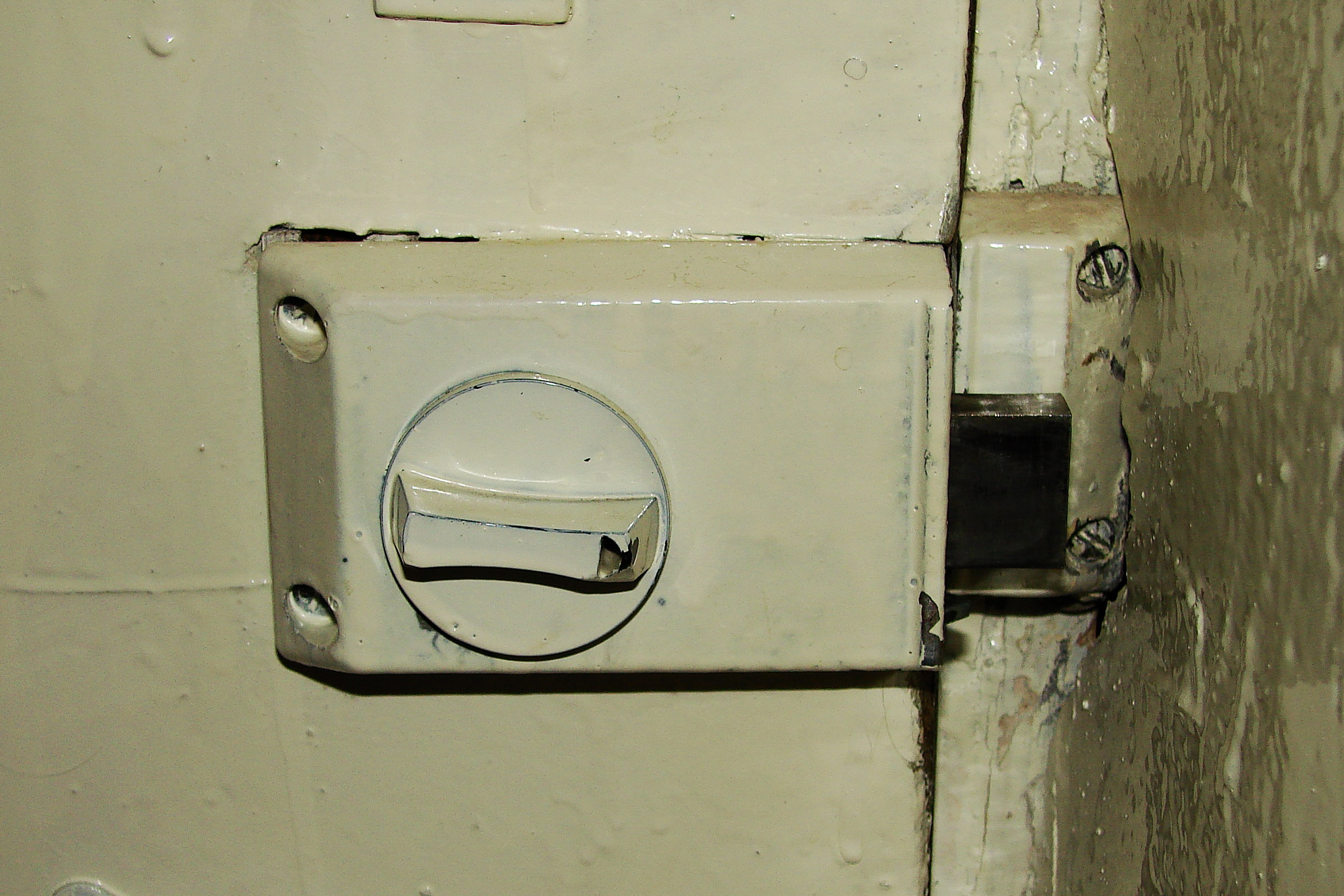
Novodobý nasazený zámek
Běžný visací zámek
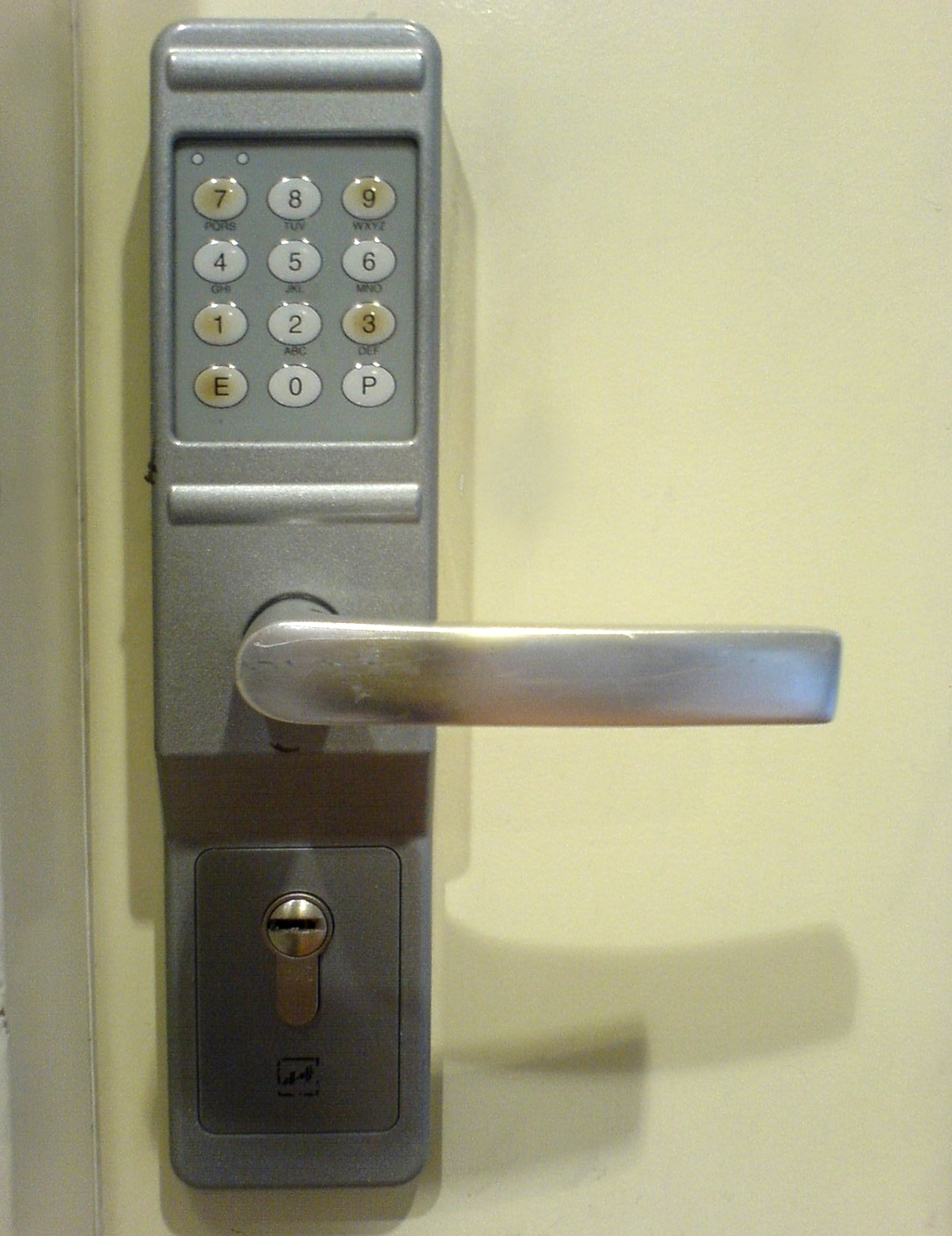
Heslový elektromagnetický zámek
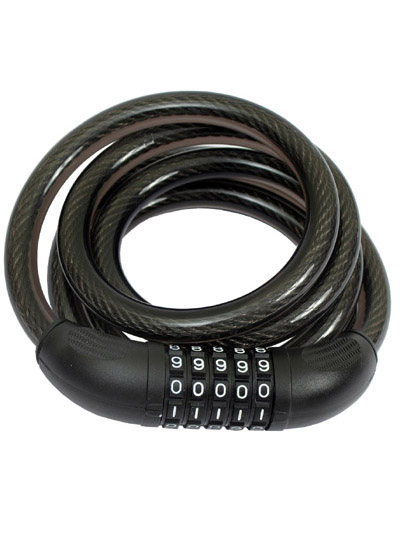
Heslový cyklistický zámek

## Překonání zámku
Každý zámek lze otevřít i bez použití příslušného klíče, pokud k tomu je dostatek času a příslušné nástroje. To lze provést celou řadou způsobů:
- vyháčkováním – paklíčem, špendlíkem, drátem či jiným nástrojem
- odvrtáním – proto se do cylindrické vložky někdy vkládají ocelové válečky, které odklánějí vrták, a zabraňují tak odvrtání
- rozlomením
- vytržením
- vyklepáním
- přepilováním (visací a lanové)
- kopií klíče – tomu lze zabránit instalací heslového zámku
- přinucením vlastníka klíče k otevření – tomu se například v bankách čelí přídavným nouzovým zámkem, který lze rychle uzamknout tak, že jej nelze běžným klíčem otevřít